# German Entrepreneurial Index
Der German Entrepreneurial Index (GEX) ist ein Aktienindex, der von der Deutschen Börse seit dem 3. Januar 2005 als Performance-Index und als Kursindex berechnet und veröffentlicht wird.
Entwickelt und zusammengesetzt wurde der GEX vom „Center for Entrepreneurial and Financials Studies“ („CEFS“) der Technischen Universität München.
Dieser Index soll die Entwicklung der Aktien der eigentümergeführten deutschen Unternehmen wiedergeben. Der GEX listet die deutschen Unternehmen aus dem Prime Standard der Frankfurter Wertpapierbörse auf, die seit maximal zehn Jahren börsennotiert sind und von ihren Eigentümern geführt werden. Die Eigentümer müssen über zumindest 25 Prozent und maximal 75 Prozent der Aktien verfügen sowie im Vorstand und Aufsichtsrat maßgeblich vertreten sein. Daher werden auch nur stimmberechtigte Aktien, also Stammaktien berücksichtigt.
Als Basiswert wurde 1000 für den 30. Juli 2004 errechnet. Im Zeitraum Juni 2002 bis September 2004 hat der rückgerechnete GEX die Entwicklung von DAX, TecDAX und SDAX übertroffen. Im Dreijahres-Zeitraum 2010 bis 2012 hat der GEX hingegen 41 % an Wert verloren, während der DAX um 25 % gestiegen ist. Die Zahl der gelisteten Unternehmen ist von anfangs rund 120 auf 35 bis 2013 gesunken und eine weitere Abnahme auf 19 ist bis 2018 erfolgt.
Die maßgeblichen Auswahlkriterien für die Aufnahme einer Aktie in den GEX sind die Eigentumsstruktur und die Dauer der Kapitalmarktzugehörigkeit. Die Gewichtung der Aktien im GEX wird gemäß der Marktkapitalisierung der frei handelbaren Aktien berechnet und vierteljährlich überprüft. Der Anteil eines Wertes am GEX ist auf maximal zehn Prozent beschränkt.

## Zusammensetzung
Die folgende Tabelle zeigt die dem German Entrepreneurial Index zugeordneten Unternehmen (Stand 15. Dezember 2023).
| Logo | Name                              | Branche            | Indexgewichtung | Anzahl der Aktien | Sitz               |
| ---- | --------------------------------- | ------------------ | --------------- | ----------------- | ------------------ |
|      | Auto1 Group                       | E-Commerce         | 9,39 %          | 215.695.838       | Berlin             |
|      | Creditshelf                       | Finanzen           | 0,05 %          | 1.331.250         | Frankfurt am Main  |
|      | Dermapharm                        | Pharma             | 10,34 %         | 53.840.000        | Grünwald           |
|      | DFV Deutsche Familienversicherung | Versicherungswesen | 1,36 %          | 13.261.620        | Frankfurt am Main  |
|      | Elumeo                            | E-Commerce         | 0,36 %          | 5.500.000         | Berlin             |
|      | Knaus Tabbert                     | Automobile         | 10,50 %         | 10.377.259        | Jandelsbrunn       |
|      | Knorr-Bremse                      | Automobile         | 9,90 %          | 161.200.000       | München            |
|      | Multitude                         | Finanzen           | 1,77 %          | 21.723.960        | Helsinki, Finnland |
|      | Mutares                           | Geschäftswesen     | 10,77 %         | 20.636.731        | München            |
|      | Nagarro                           | Technologie        | 9,22 %          | 11.382.513        | München            |
|      | Porsche                           | Automobile         | 9,23 %          | 455.500.000       | Stuttgart          |
|      | Serviceware                       | Software           | 1,78 %          | 10.500.000        | Bad Camberg        |
|      | SMA Solar Technology              | Solartechnik       | 8,51 %          | 34.700.000        | Niestetal          |
|      | Stemmer Imaging                   | Technologie        | 2,74 %          | 6.500.000         | Puchheim           |
|      | Varta                             | Technologie        |                 |                   | Ellwangen          |

## Nachweise und Quellen
1. ↑   n-tv abgerufen am 7. April 2018;
2. ↑  GEX. boerse.de Finanzportal AG, abgerufen am 11. September 2020.